# Lebbeus speciosus
Lebbeus speciosus är en kräftdjursart som först beskrevs av Urita 1942.  Lebbeus speciosus ingår i släktet Lebbeus och familjen Hippolytidae. Inga underarter finns listade i Catalogue of Life.